# Aloy
Aloy est la protagoniste des jeux vidéo Horizon Zero Dawn sorti en 2017 et Horizon Forbidden West en 2022. Elle nait le 4 avril 3021 et est élevée par un paria du nom de Rost dans un monde post-apocalyptique luxuriant. Il l'entraîne afin qu'elle devienne une guerrière talentueuse, ce qui doit lui permettre de gagner l'Éclosion, une compétition rituelle organisée par la tribu des Noras, et de découvrir l'identité de sa mère. Après avoir réchappé de justesse à une tentative d'assassinat, elle entame un périple dans le but de stopper une secte, l'Éclipse, qui vénère une intelligence artificielle déterminée à détruire le monde. En cours de route, elle doit aussi chasser des machines, qui sont devenues hostiles aux humains. Le personnage d'Aloy reçoit un accueil critique positif pour sa conception. Elle est interprétée par Ashly Burch tandis que l'actrice Hannah Hoekstra lui sert de modèle.

## Développement
Aloy est conçue comme un personnage pouvant offrir de nombreuses possibilités tactiques au combat. Chasseuse dans l'âme, sa compassion pour les machines ne dépasse pas le simple « respect du chasseur ». Elle est intelligente, forte, a une personnalité affirmée, sans fioritures, et n'apprécie guère « le confort et la facilité. » Elle est « très franche et directe », et a un caractère parfois « conflictuel », qui se ressent dans la manière dont elle aborde les problèmes . Guerrilla Games envisage dès le départ d'avoir un personnage féminin fort en tant que protagoniste. Le réalisateur du jeu, Mathijs de Jonge, cite comme influences Sarah Connor de Terminator, Ellen Ripley d'Alien, et Ygrid du Trône de fer,. Sony prend la décision de faire des études de marché approfondies car, pour eux, avoir un personnage principal féminin représente un « risque », et donne finalement son approbation. Les développeurs, conscients de l'existence du cliché du « personnage féminin fort », tentent de rendre Aloy davantage humaine et ayant une personnalité plus intéressante. Son apparence physique est basée sur l'actrice néerlandaise Hannah Hoekstra.